# Amorphophallus cirrifer
Amorphophallus cirrifer là một loài thực vật có hoa trong họ Ráy (Araceae). Loài này được Stapf mô tả khoa học đầu tiên năm 1924.